# Virtual Data Room
Virtual Data Room (VDR, wirtualny pokój danych) – internetowe repozytorium dokumentów służące do bezpiecznego przechowywania i udostępniania plików oraz wymiany poufnych informacji, głównie w procesach transakcyjnych, takich jak fuzje i przejęcia. W tradycyjny sposób procesy te były realizowane z wykorzystaniem fizycznego pokoju danych, gdzie gromadzono i udostępniano inwestorom niejawne dokumenty. Ze względu na duże koszty, czasochłonność i zagrożenia bezpieczeństwa płynące z tradycyjnego rozwiązania, wirtualne pokoje danych wykorzystywane są jako metoda bardziej ekonomiczna i wygodniejsza.

## Działanie
Virtual data room jest narzędziem elektronicznym, dostępnym przez Internet, a użytkownicy najczęściej otrzymują indywidualny link, który umożliwia im zalogowanie do systemu. Dostęp do aplikacji jest ograniczony i ściśle kontrolowany przez administratora z wykorzystaniem narzędzi bezpiecznego logowania. Administrator ma możliwość nadania lub odebrania prawa dostępu do usługi zaproszonym użytkownikom w dowolnym momencie. Ze względu na niejawny charakter informacji udostępnianych w systemie VDR, użytkownicy podlegają ograniczeniom w zakresie przeglądania, zapisywania czy drukowania udostępnianych dokumentów. Ma to na celu zminimalizowanie ryzyka wglądu do poufnych informacji przez osoby nieupoważnione. Wirtualny pokój danych stosuje dodatkowe metody ochrony dokumentów, takie jak znaki wodne, zasłony ekranu oraz raporty z aktywności użytkowników.
Dokumenty mogą być udostępniane poprzez przeglądarkę internetową lub natywną aplikację za pośrednictwem dedykowanego szyfrowanego połączenia (certyfikat EV SLL i inne).

## Zastosowania
Wirtualne pokoje danych wykorzystywane są powszechnie w procesach transakcyjnych, badaniu due diligence oraz audytach jako narzędzie służące do wymiany poufnych informacji i dokumentów. W większości przypadków aplikacja umożliwia komunikację pomiędzy stronami w procesach takich jak fuzje i przejęcia, pozyskiwanie funduszy, zakup nieruchomości komercyjnych lub w ramach działań inwestycyjnych w sektorze private equity oraz venture capital. Systemy VDR stosuje się również w branży biotechnologicznej, medycznej oraz prawniczej do bezpiecznego udostępniania poufnych danych, takich jak sprawozdania finansowe, umowy, patenty, dane osobowe i inne.